# 罗格斯大学肯顿分校法学院

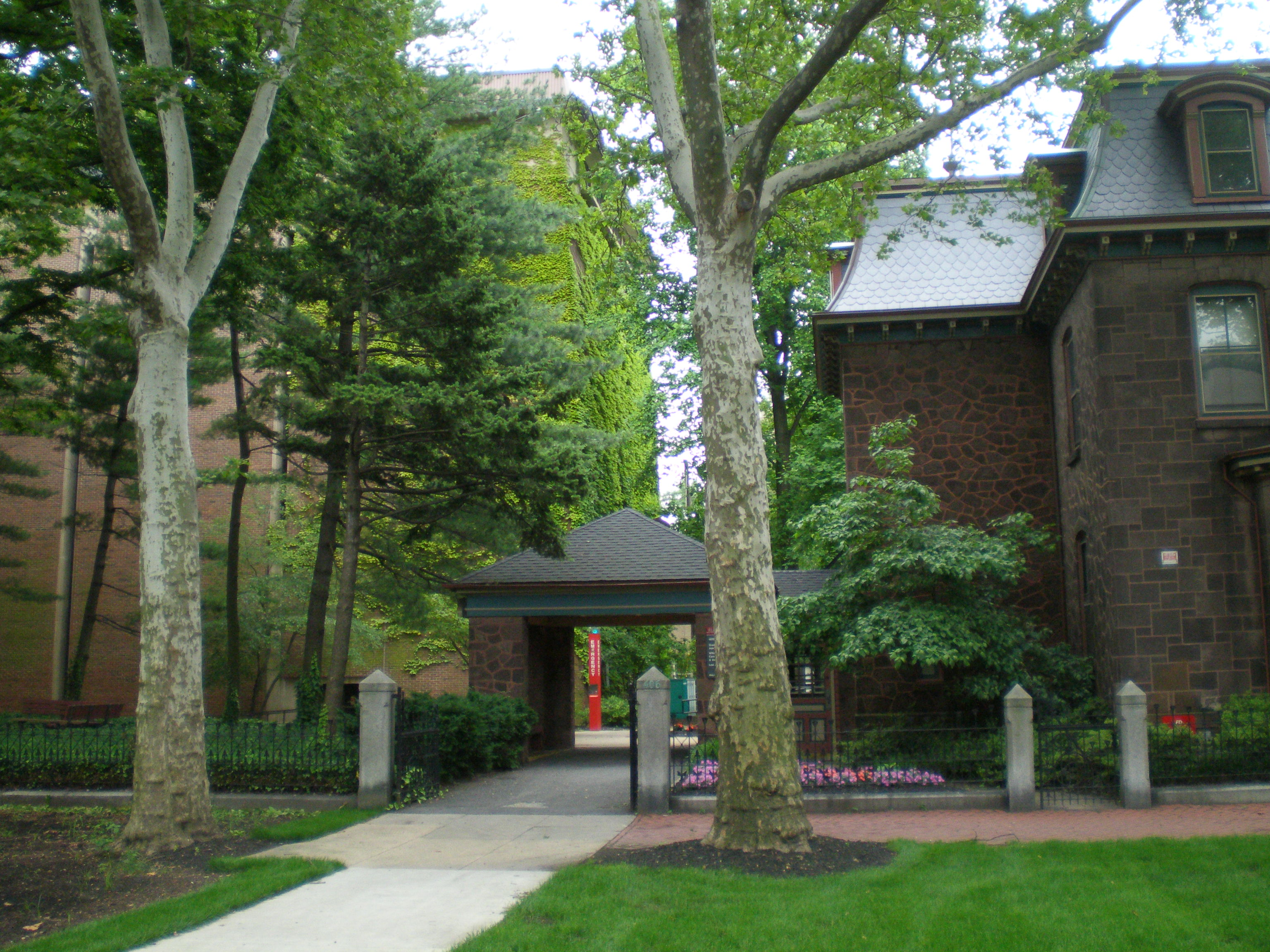
法学院后院

罗格斯大学肯顿分校法学院（The School of Law at Rutgers, the State University of New Jersey--Camden，简称 Rutgers School of Law–Camden）是一所自1908年起在美国新泽西州肯顿创设的法学院，附属于罗格斯大学肯顿分校。
该学院在《美国新闻与世界报道》的法学院排名中排名81名。
罗格斯大学纽瓦克分校内也有一所法学院，与该院实力相近，本来两院将一起被合并进该州另外一所不甚有名的公立大学罗文大学，但遭到了师生的强烈反对。